# Sulfato de calcio
El sulfato de calcio es un químico común industrial y de laboratorio. En la forma de γ-anhidrita, (la forma cercana de anhidro) es utilizada como desecante. También es utilizada como coagulante en productos como el estado natural, el sulfato de calcio es una piedra blanca, cristalina y translúcida.